# Eupatorium petiolare
La amargocilla, Eupatorium petiolare, es una especie de planta fanerógama perteneciente a la familia de las asteráceas.

## Descripción
Es un arbusto que alcanza un tamaño de hasta de 2 m de altura. Sus hojas son opuestas más largas que anchas, triangulares, con pelos de color verde en ambas caras. Las flores son blancas en número de 35 a 40 por cabezuela.

## Distribución y hábitat
Originaria de México, habita en climas cálidos, semicálidos, semisecos y templados desde los 900-3900 metros, asociada a bosques tropicales caducifolio y subcaducifolio, matorral xerófilo, bosque mesófilo de montaña, bosques de encino y de pino.

## Propiedades
Es común su uso en trastornos digestivos, principalmente dolores estomacales y bilis, así como en afecciones hepáticas, disentería, gastritis, indigestión, empacho y también para cólicos en los riñones (V. dolor de riñón), además se le emplea como purgante.
En el tratamiento de estas afecciones se aprovechan las hojas y ramas, preparadas en cocimiento administrado por vía oral. Para tratar la disentería y dolor de estómago, se toma antes de los alimentos hasta que ya no se sientan molestias. En caso de reumatismo se utiliza en baños. Para contrarrestar la irritación dolorosa causada al tocar la ortiguilla (Cnidoscolus sp.), se aplica en la parte afectada.

## Historia
Francisco Hernández de Toledo, en el siglo XVI relata que ”es de naturaleza caliente y astringente, detiene las diarreas, aprovecha a los riñones, vuelve a su sitio la matriz caída, alivia la indigestión y cura las fiebres provocando sudor”.
Más información vuelve a aparecer hasta el siglo XX, cuando Maximino Martínez la considera como antipirética, para la gastroenteritis, en padecimientos hepáticos, es sialagogo, tónico y vulnerario. Unos años después la Sociedad Farmacéutica de México la reporta para la gastroenteritis, padecimientos hepáticos y como tónico.

## Taxonomía
Eupatorium petiolare fue descrita por  Édouard-François André  y publicado en Prodromus Systematis Naturalis Regni Vegetabilis 5: 166. 1836.
Etimología
Eupatorium: nombre genérico que viene del griego y significa "de padre noble". Cuyo nombre se refiere a Mitrídates el Grande, que era el rey del Ponto en el siglo I a. C. y a quien se le atribuye el primer uso de la medicina. De hecho, las especies de este género, a lo largo del tiempo, han tomado diversas denominaciones vulgares referidas sobre todo a la medicina popular, esto sirve para resaltar las propiedades de Eupatoria, aunque actualmente este uso se ha reducido algo debido a algunas sustancias hepatotóxicas presentes en estas plantas.
petiolare: epíteto latíno que significa "con peciolo".

## Nombres comunes
Amargocilla, amargosillo, hierba amargosa, hierba del burro, hierba del perro, pestó, peistó grande, sopa, yolochíchitl.